# Place Albert-Londres
La place Albert-Londres est une voie située dans le quartier de la Gare du 13e arrondissement de Paris.

## Situation et accès
La place Albert-Londres est accessible à proximité par la ligne de métro 7 à la station Maison Blanche.

La place en 2024
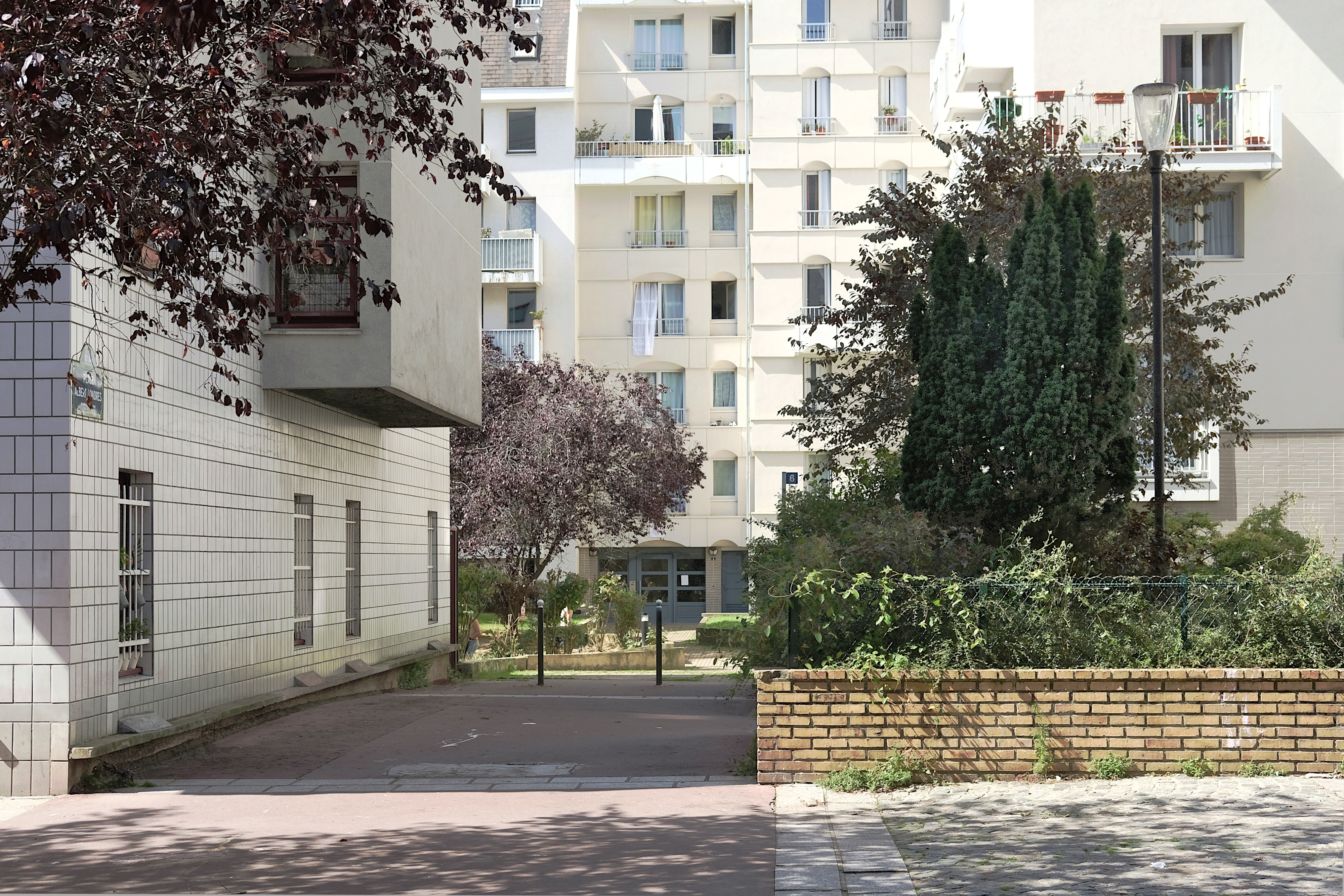
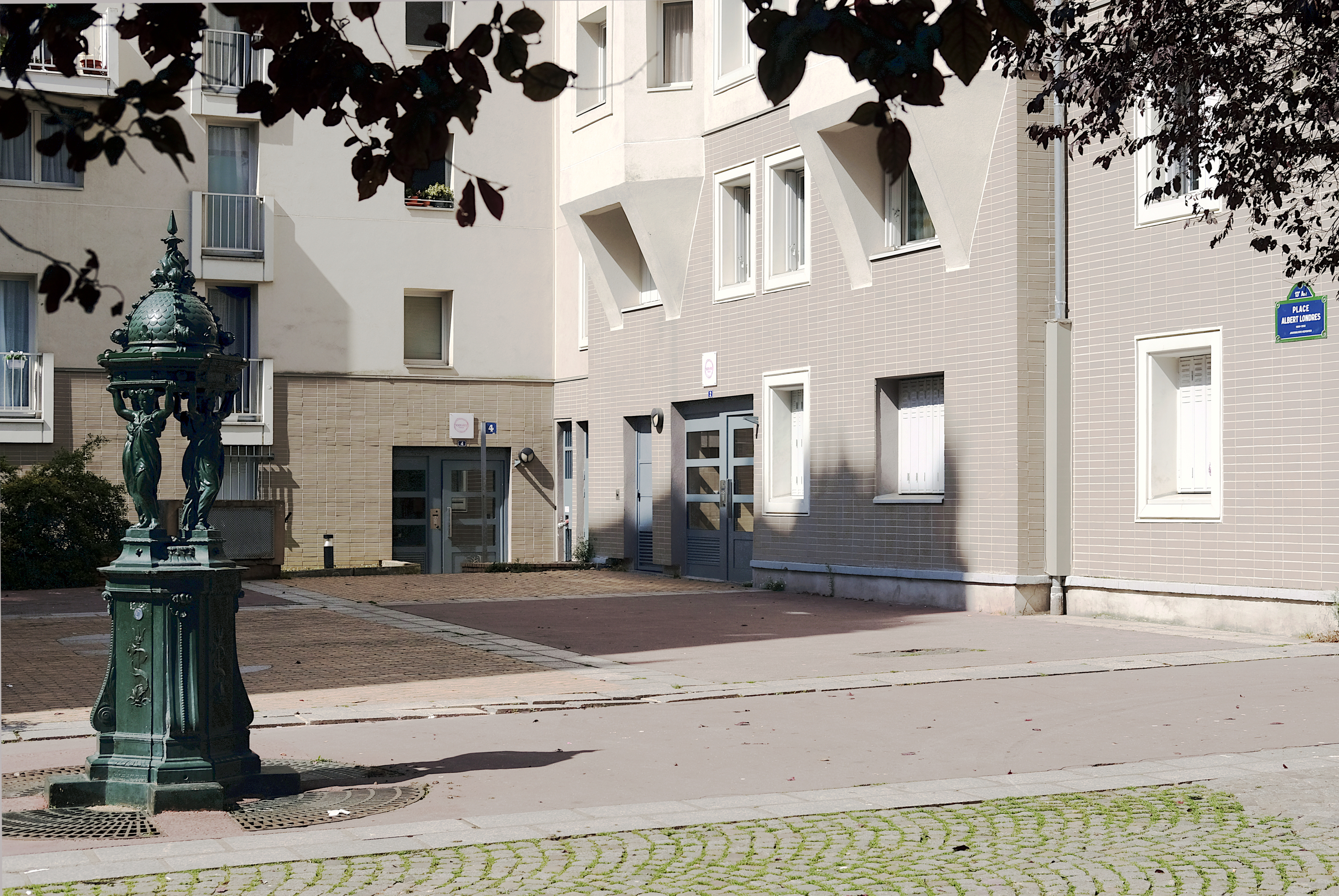

## Origine du nom
Elle porte le nom du journaliste Albert Londres (1884-1932).

## Historique
Cette place, créée lors de la l'aménagement de la ZAC Baudricourt sous le nom de « voie AX/13 », prend le 11 janvier 1984 le nom de « place Albert-Londres ».